# Großtankstelle Brandshof
Koordinaten: 53° 32′ 23,5″ N, 10° 1′ 37,9″ O

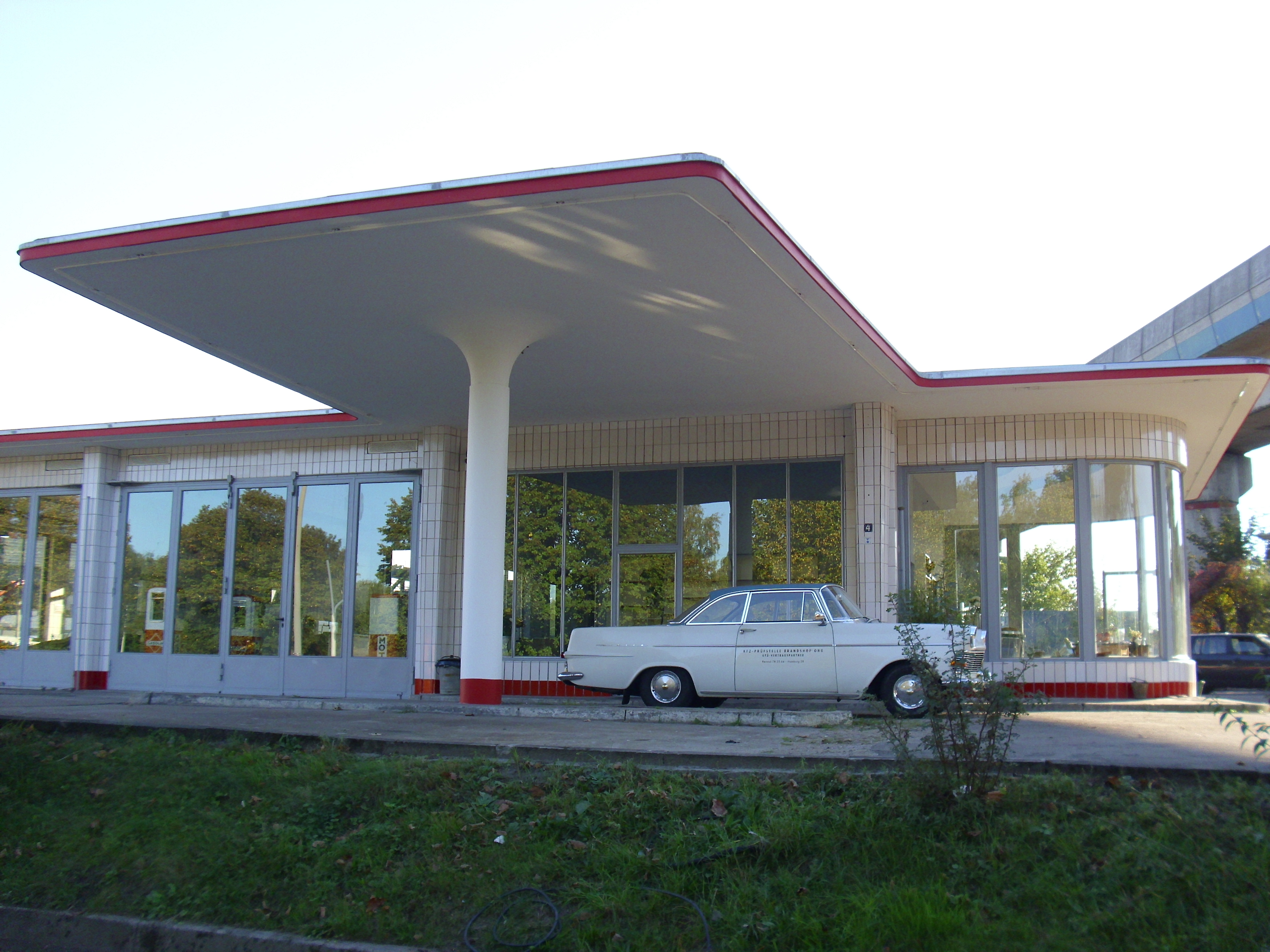
Oldtimertankstelle Brandshof im Jahr 2011

Die Großtankstelle Brandshof war eine Tankstelle im Hamburger Stadtteil Rothenburgsort. Das Bauwerk wurde 1953 nach einem Entwurf von Wilhelm Mastiaux und Ulrich Rummel erbaut. Die Tankstelle steht unter Denkmalschutz.
Seit 2011 ist die Oldtimertankstelle wieder in Betrieb, Kraftstoff wird jedoch dort derzeit (noch) nicht verkauft.

## Lage

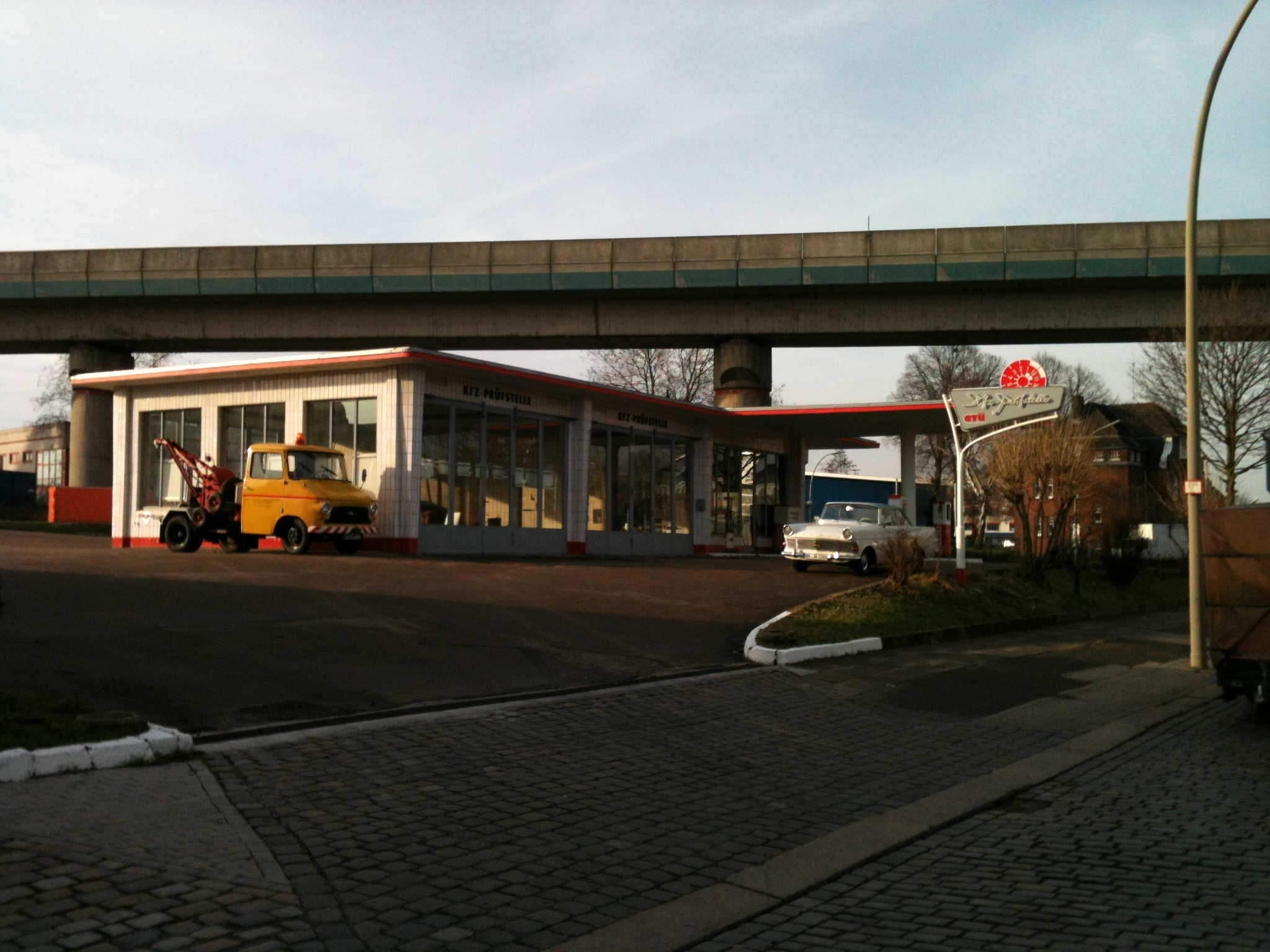
Oldtimertankstelle mit Hochbrücke

Die Tankstelle befindet sich in Hamburg-Rothenburgsort im Bezirk Hamburg-Mitte am Billhorner Röhrendamm 4 zwischen dem Billhorner Kanal und dem Billhafen. Oberhalb des Grundstücks verläuft die Trasse der S-Bahn Hamburg auf einer 1983 errichteten Hochbrücke.

## Bau
Der Bau ist charakteristisch für Tankstellen aus den 1950er Jahren. Als Baustoff für Wände und Decken dient Beton, die Außenwände sind mit hellen, keramischen Fliesen verkleidet und Fenster und Türen sind mit Metall eingefasst. Das Bauwerk besteht aus einem Tankwarthaus mit Überdachung, einer Pflegehalle und einem zusätzlichen Verkaufsraum. Die ehemals vier vollautomatischen Zapfsäulen befanden sich vor dem Tankwarthaus unter einem Vordach. Dieses wird – ebenfalls typisch für Tankstellen aus dieser Zeit – von einer sogenannten Pilzsäule gestützt. Die Metallrahmen der Türen und Fenster weisen feine Profile auf. Die Langseiten des Komplexes sind großflächig verglast und an den Ecken abgerundet.

## Geschichte
Die Tankstelle wurde 1953 von Wilhelm Mastiaux und Ulrich Rummel entworfen und erbaut. Anders als heute war der Billhorner Röhrendamm damals noch eine wichtige Verbindung zwischen den Elbbrücken und der Amsinckstraße. An dieser stark befahrenen Straße, auf der auch verschiedene Linien der Straßenbahn Hamburg verkehrten, wurde die Tankstelle errichtet, die damals zu den größten Tankstellen Hamburgs gehörte. Im Juli 1954 eröffnete der Benzol-Verband die moderne Anlage mit vier Zapfsäulen. 1962 wurde der neue Großmarkt Hamburg eröffnet und in der Folge die Verkehrsführung geändert. Der Hauptverkehr wird seitdem am Billhorner Röhrendamm vorbeigeleitet, was zu erheblichen Umsatzeinbußen führte. Als 1983 die Trasse der Hamburger S-Bahn mit einer Hochbrücke über das Gelände geführt wurde, baute man die Kraftstofftanks ab, weil die für die Fundamente der Brücke notwendigen Grundwasserabsenkungen zu einem Bruch der Tanks hätten führen können. Seit dieser Zeit wurde kein Benzin mehr verkauft, das Gelände wurde über drei Jahrzehnte von Werkstätten und Autohändlern genutzt.
2010 übernahmen Alex Piatscheck und Jann de Boer die Tankstelle, die zwischen August 2010 und September 2011 restauriert wurde. Da das Gebäude unter Denkmalschutz steht, waren die Arbeiten möglichst im Einklang mit dem ursprünglichen Erscheinungsbild und den Vorschriften der Behörden durchzuführen. Im Zuge der Restaurierung wurden die verrosteten Stahltore der Werkstatthallen instand gesetzt, eine neue, versenkbare Hebebühne eingebaut, das Fundament der Prüfhalle erneuert, das Dach neu abgedichtet, die außen angebrachten Fliesen abgetragen und erneuert, die Fenster getauscht und eine Ladeneinrichtung im Stil der 1950er Jahre angefertigt.
Seit 2011 läuft der Geschäftsbetrieb als Oldtimertankstelle. Für die Zukunft ist geplant, auch wieder Kraftstoff zu verkaufen.
Heute ist die Tankstelle ein beliebter Treffpunkt für Fahrer von Old- und Youngtimern.

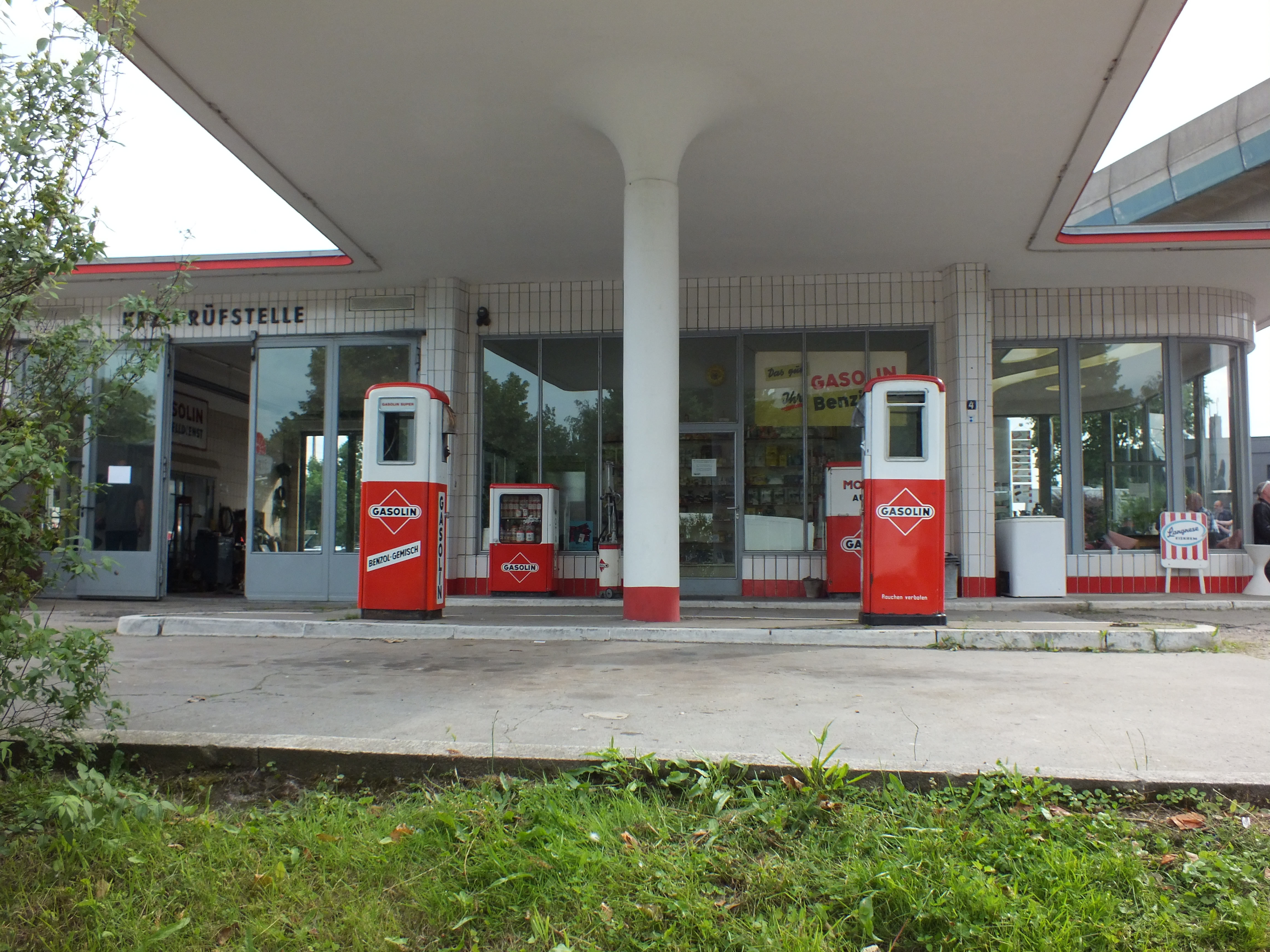
Gasolin-Zapfsäulen der Oldtimertankstelle

Das Erscheinungsbild der Tankstelle ist angelehnt an die Gasolin-Tankstellen der 1950er und 1960er Jahre. Neben zeitgenössischen Zapfsäulen wurden auch viele Einrichtungsgegenstände, Schilder und Werbung von Gasolin verwendet.

## Leistungen
Hauptgeschäftsfeld der Oldtimertankstelle ist ein auf Oldtimer spezialisierter Partnerbetrieb der GTÜ, der täglich neben Hauptuntersuchungen für Pkw, Lkw und Motorräder unter anderem Gasanlagenprüfungen sowie die Erstellung von Gutachten für H-Kennzeichen und Wertgutachten anbietet.
Im „Erfrischungsraum“ werden Frühstück – wochentags bereits ab vier Uhr morgens – sowie kleine und große Speisen angeboten.
Vor allem an den Wochenenden finden zusätzliche Veranstaltungen auf dem Gelände statt, die sich vorwiegend um das Zeitgeschehen der 1950er bis 1980er Jahre drehen. Zudem gibt es regelmäßig Autotreffen und Flohmärkte.

## Die Tankstelle als Modell
Die Großtankstelle Brandshof wurde von Faller als Modell im Maßstab H0 nachgebaut und von Lesern des eisenbahn magazins zum Modell des Jahres 2020 gewählt.
Von der historischen Gasolin-Tankstelle Brandshof gibt es seit 2016 einen originalgetreuen Karton-Modellbausatz im Maßstab H0 mit fotorealistischen Texturen.